# 多摩都市モノレール1000系電車
多摩都市モノレール1000系電車（たまとしモノレール1000けいでんしゃ）は、多摩都市モノレールの跨座式モノレール車両。

## 概要
車体はアルミ合金製で、前面は中央に非常脱出用扉を備えた3面折り妻形状、側面の客用扉は1両あたり片側両開き2箇所である。
編成は1100形（Mc1）-1200形（M2）-1300形（M3）-1400形（Mc2）の4両で構成される。
走行機器はIGBT素子によるVVVFインバータ制御と回生ブレーキ併用電気指令式空気ブレーキで、ATOを備え、ワンマン運転を実施している。先頭車両を0.5M方式とするMT比3:1の4両編成を組成し、主電動機は編成全体で12台を装備し、先頭車の前位側台車を除く各台車に装架されている。主制御装置は前位側台車制御用（VFI-HR3615A）が1台、後位側台車制御用（VFI-HR3615B）が2台の、1C2Mの装置3台を1組とする1C2M3群制御とし、編成あたり2組を搭載する。
車内の座席は製造当初戸袋部分と連結面がロングシートのセミクロスシートで、運転席直後の部分は前向きの固定クロスシートで統一されていた。しかし、その後輸送量が増大したため、2004年（平成16年）から2007年（平成19年）にかけてセミクロスシート部分のロングシート化改造工事が行われるとともに、優先席部分のつり革はオレンジ色のものに交換されたほか、ラッピング編成の1102Fを除き先頭車前面にオレンジ帯が追加され、さらに前面行先表示器が字幕式から3色LED式に交換された。改造時期により、運転席直後以外はロングシートの編成と中間2両がロングシートの編成が存在していた。
車内案内表示器は各ドア上に3色LED式であったが、2013年（平成25年）から順次フルカラーLED式に交換を開始。
2016年（平成28年）4月1日より全16編成での運用が開始された。カラーユニバーサルデザインを採用した新デザインに変更されるとともに日本語・英語・中国語・韓国語の案内表示にも対応した。
正面案内表示器も車内案内表示器と同様にカラーユニバーサルデザインの表示に変更された。
車内照明は2014年（平成26年）7月18日よりLED式に順次切り替え工事を実施し、全編成のLED化が完了した
。
1998年（平成10年）11月27日の多摩都市モノレール線上北台 - 立川北間開業時に1101F - 1106Fの6本が営業を開始した。続いて2000年（平成12年）1月10日の立川北 - 多摩センター間開業時に1107F - 1115Fの9本が営業を開始した。そのうち2本は多摩動物公園の動物のイラストが車体に貼付されている。
さらなる輸送力の増大のために2005年（平成17年）に1116Fが増備された。この編成では窓のロールカーテンが省略されている。車内は運転席直後を除きロングシートである。
前述したロングシート化改造により、最後の先頭車セミクロスシート搭載編成となっていた1110Fが2016年（平成28年）10月6日の運転を最後に改造を受けたため、2017年（平成29年）現在は全ての編成がロングシートのみを搭載する編成である。

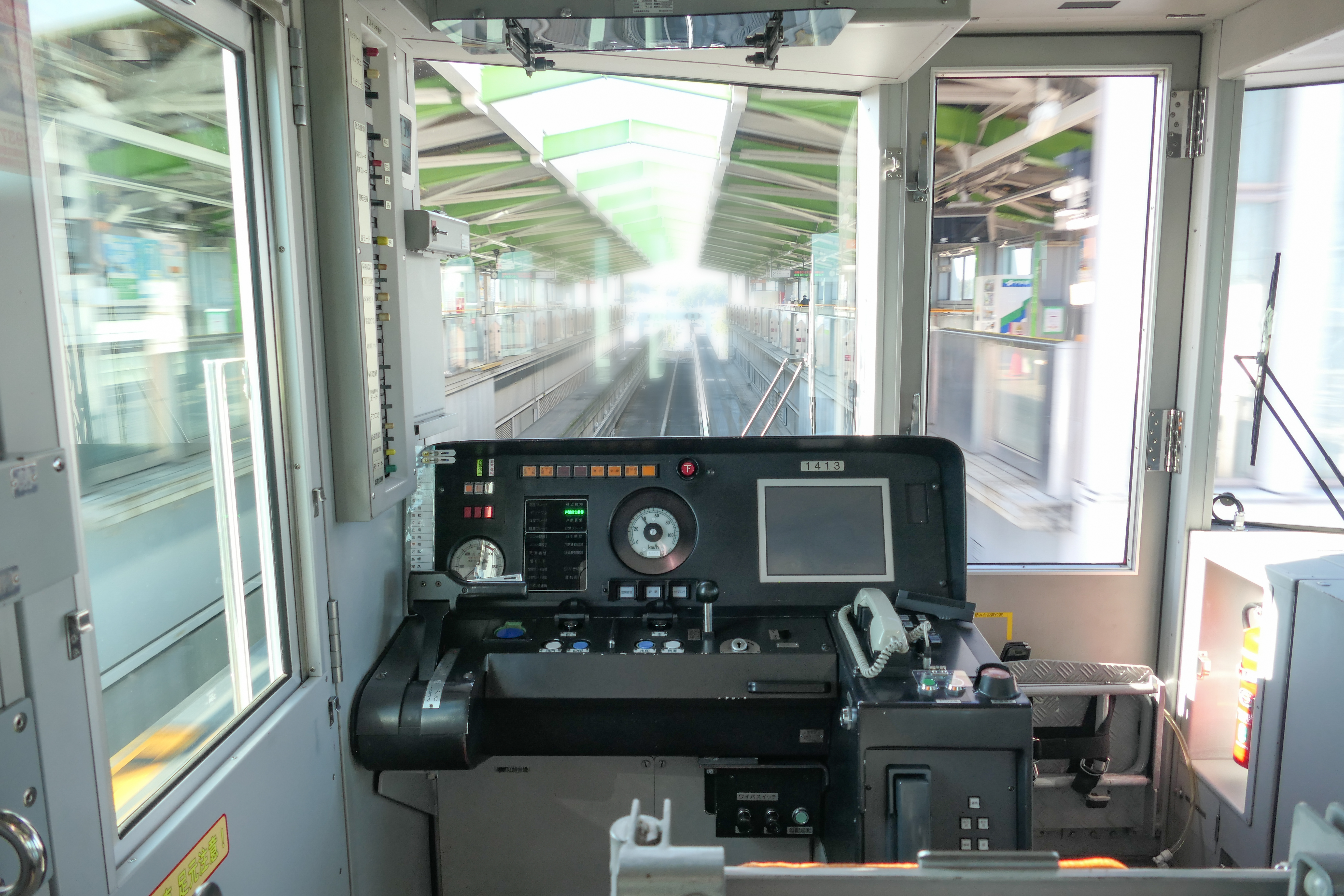
運転台
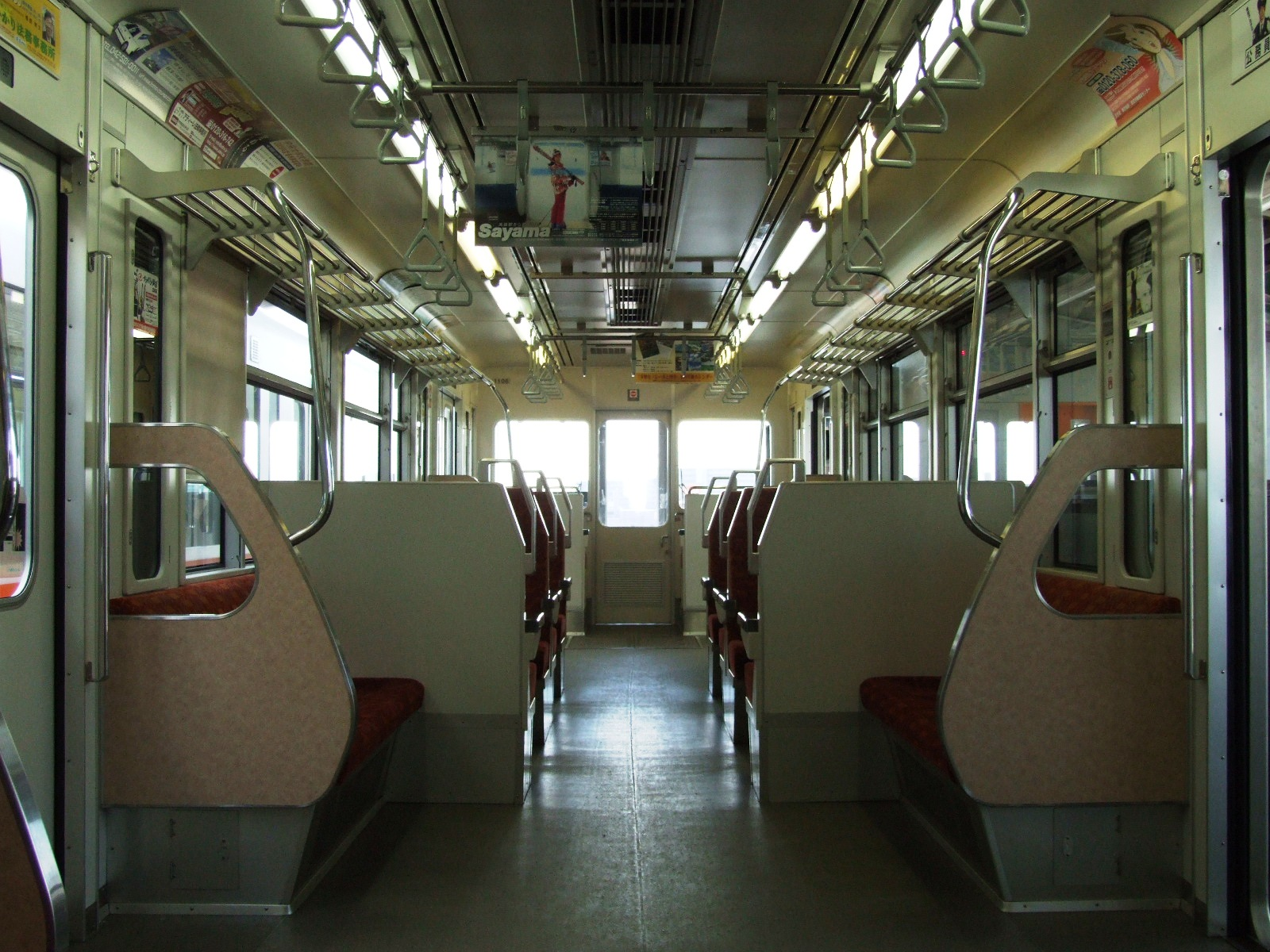
セミクロスシート車内
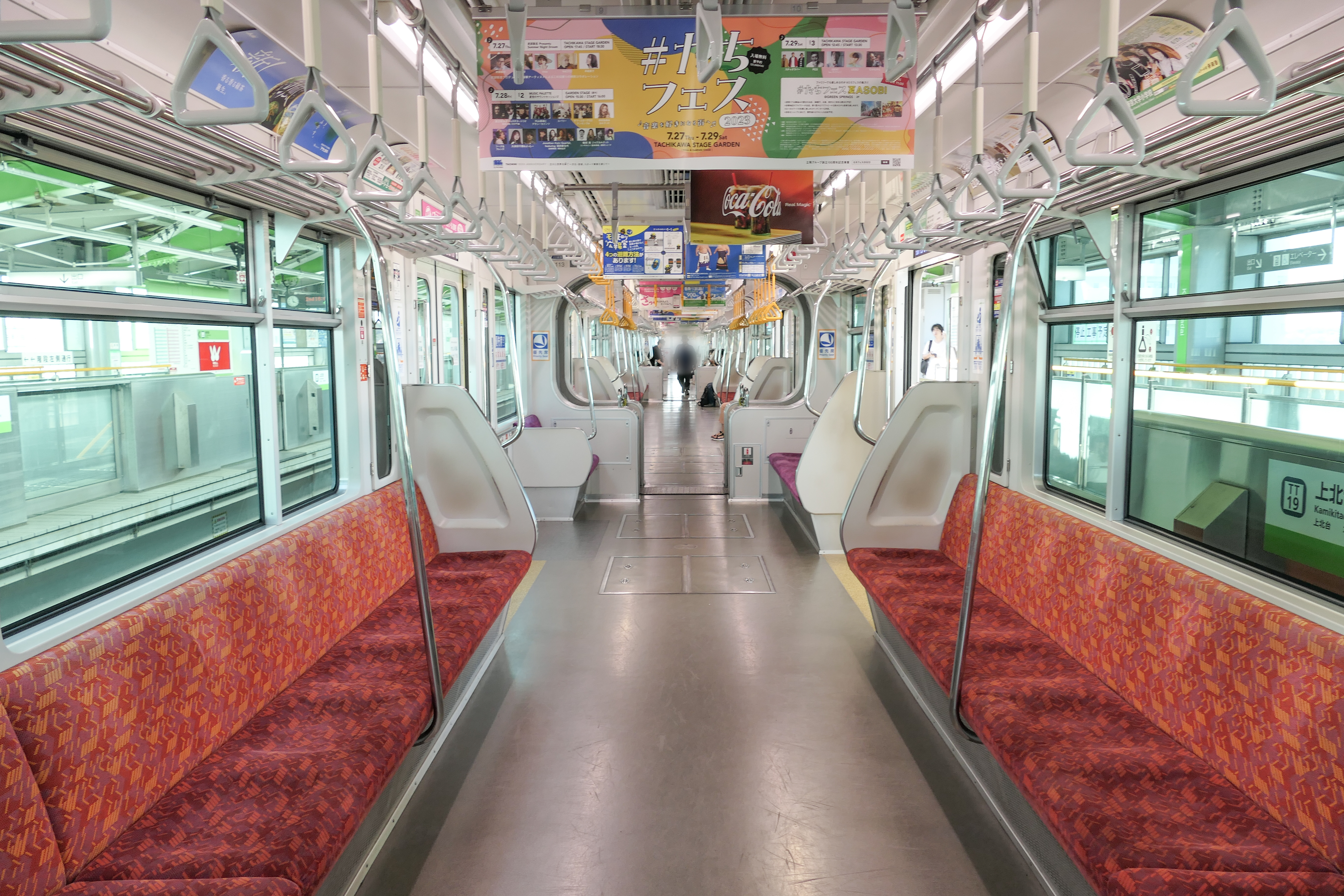
ロングシート車内
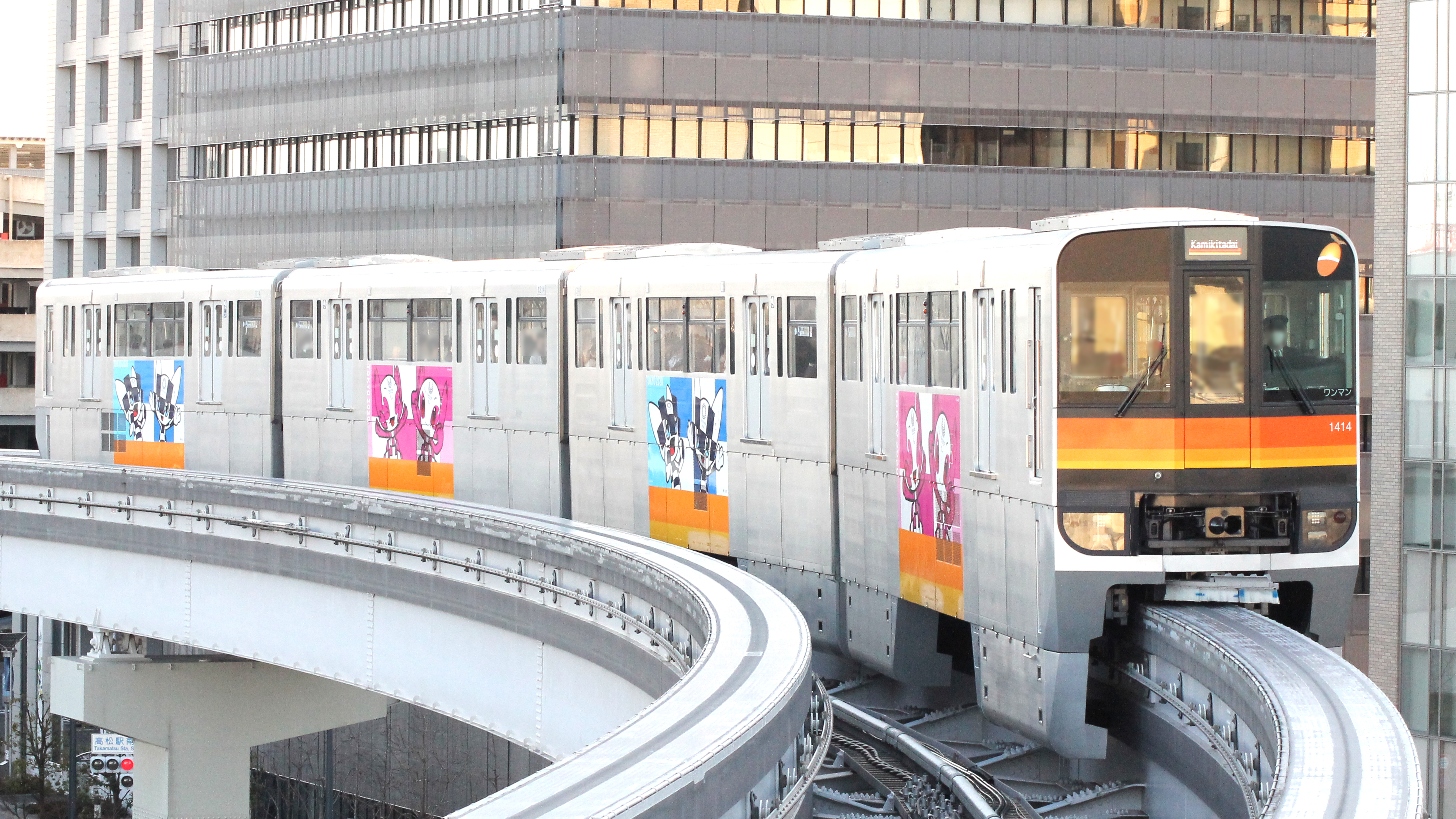
2020東京オリンピックのラッピング車両

## 仕様
- 設計最高速度：80 km/h
- 営業最高速度：65 km/h
- 起動加速度：3.0 km/h/s
- 減速度（常用最大）：4.0 km/h/s
- 減速度（非常）：4.5 km/h/s

## 主要機器[6]
- 主電動機：日立製作所 HS37631-01RB形 [7]
- 主制御装置：日立製作所 VFI-HR3615A・VFI-HR3615B形[8]
- 断流器：日立製作所 URB-PH-90-4N形[9]
- フィルタリアクトル：日立製作所 DA-XW形
- 集電装置（編成あたりプラス・マイナス各4個搭載）：日立製作所 LH-18A・LH-18B形[10]
- 補助電源装置（編成あたり2台搭載）：東芝 INV104-B0・INV104-B1形[11]
- 蓄電池：古河電池 AH20MS-18形 アルカリ蓄電池[12]
- 電動空気圧縮機：ナブコ A7520A-HS10-1形[13]
- ブレーキ制御ユニット：ナブテスコ E56-1・E56-2形[14]
- 冷房装置（1両あたり2台搭載）：東芝 RPU-6007形 屋根上分散式[15]

## 各編成の特徴

### 案内表示器
- 全編成フルカラーLED式（車外表示器は日本語・英語の２ヶ国語、車内表示器は日本語・英語・中国語・韓国語の４ヶ国語表示に対応）
- ピクトグラムを使用して、車内案内表示器に リアルタイムの運行情報を表示[16]

### 車体塗装

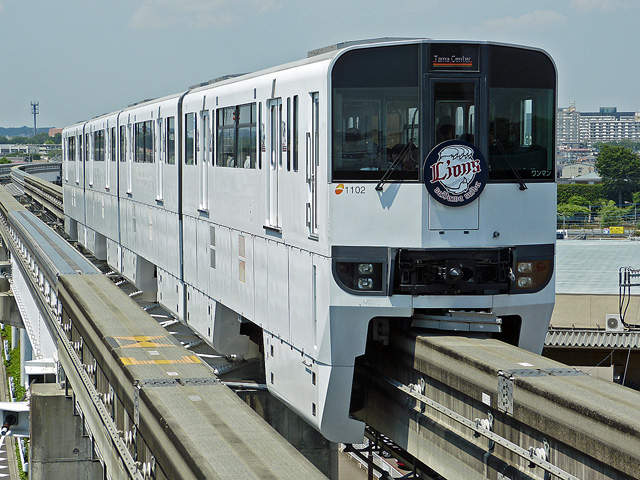
ホワイトラッピングを施された1102編成

- ロングシート化改造工事と合わせて、1102Fを除き、前面にオレンジ帯が追加された。
- 1102Fはラッピング広告の対応車であるため車体が白一色にラッピングされている。ラッピング広告実施時は都度貼り替えを行う。元々は日立の白くまくんの広告用に白く塗られたのが始まりで、以降白のままである[要出典]。
- とあるモノレール（2013年3月14日までの期間限定。『劇場版 とある魔術の禁書目録 -エンデュミオンの奇蹟-』とのコラボレーション。）IKEAモノレール…1102F（過去に髙島屋の広告が貼付されていた）
- 多摩動物公園PR車両 - 1107F（ライオン）・1115F（キリン）